# 迈克尔·爱德华·费尔普斯
迈克尔·费尔普斯（1939年8月24日出生在俄亥俄州克利夫兰），美国数学家、化学家，是他第一个开发出正电子发射计算机断层扫描。菲尔普斯于1965年获西华盛顿大学数学和化学学士学位。 1970年，他获得了他在华盛顿大学圣路易斯分校化学博士学位。他的学术生涯开始在华盛顿大学医学院（1970年至1975年）。从1975年到1976年费尔普斯在费城宾夕法尼亚大学任职。2007年获马斯利奖、恩里科·费米奖。